# Gladicauda aucklandica
Gladicauda aucklandica är en stekelart som beskrevs av John W. Early 1980. Gladicauda aucklandica ingår i släktet Gladicauda och familjen hyllhornsteklar. Inga underarter finns listade i Catalogue of Life.